# Kopiec Wawelski
Kopiec Wawelski – nieistniejący kilkumetrowej wysokości kopiec, usypany najprawdopodobniej na przełomie VII i VIII w. n.e. na Wzgórzu Wawelskim, zlikwidowany na początku XIX w. 

## Historia kopca
Informacji o kopcu na Wawelu zachowało się bardzo niewiele. Fakt jego istnienia potwierdza jednak ikonografia z dawnych epok. Trudno obecnie sprecyzować datę powstania nasypu, choć liczne zbieżności z wczesnośredniowiecznymi kopcami Krakowa, nasuwają przypuszczenie, że powstał on w okresie podobnym co one, tj. około 700 r. n.e. Kopiec pełnił najprawdopodobniej funkcje sakralno-sepulkralne (być może również sądowe – Janusz Roszko wysunął hipotezę, jakoby władcy piastowscy wydawali zeń wyroki), a usunięty został zapewne na początku XIX w., w trakcie wyburzania przez Austriaków kościoła św. Michała i kościoła św. Jerzego.